# Ballads of a Hangman
Ballads of a Hangman чотирнадцятий альбом німецького хеві-метал гурту Grave Digger, який вийшов 27 січня 2009 року. Це перший альбом гурту за участю двох гітаристів - Тіло Херманн був одним з авторів пісень, але після виходу альбому йому запропонували залишити гурт; Манні Шмідт також залишив гурт у жовтні 2009 року, через розбіжності з Болтендалем.

## Список композицій
Усю музику написали Болтендаль/Шмідт/Херманн. Усі тексти - Болтендаль, крім треку 11 (Філ Лайонотт)
1. The Gallows Pole (Intro) - 0:52
2. Ballad of a Hangman - 4:47
3. Hell of Disillusion - 3:56
4. Sorrow of the Dead - 3:26
5. Grave Of The Addicted - 3:34
6. Lonely the Innocence Dies (разом з Веронікою Фріман) - 5:45
7. Into the War - 3:32
8. The Shadow of Your Soul - 4:15
9. Funeral for a Fallen Angel - 4:32
10. Stormrider - 3:17
11. Pray - 3:37
12. Jailbreak (Thin Lizzy cover) - 4:05

## Учасники
- Кріс Болтендаль - соло- і бек-вокал
- Манні Шмідт - гітара і бек-вокал
- Тіло Херманн - гітара і бек-вокал
- Єнс Бекер - бас-гітара
- Штефан Арнольд - ударні
- Ханс H.P. Катценбург - клавішні